# 罗卡德巴尔迪
罗卡德巴尔迪（義大利語：Rocca de' Baldi），是意大利库内奥省的一个市镇。总面积26平方公里，人口1680人，人口密度64.6人/平方公里（2009年）。ISTAT代码为004189。